# Мартин (Нашице)
45°29′ пн. ш. 18°04′ сх. д. / 45.49° пн. ш. 18.07° сх. д.
Мартин (хорв. Martin) — населений пункт у Хорватії, в Осієцько-Баранській жупанії у складі міста Нашиці.

## Населення
Населення за даними перепису 2011 року становило 1077 осіб.
Динаміка чисельності населення поселення:

## Клімат
Середня річна температура становить 11,02 °C, середня максимальна – 25,18 °C, а середня мінімальна – -5,51 °C. Середня річна кількість опадів – 722 мм.
| Клімат поселення                              | Клімат поселення | Клімат поселення | Клімат поселення | Клімат поселення | Клімат поселення | Клімат поселення | Клімат поселення | Клімат поселення | Клімат поселення | Клімат поселення | Клімат поселення | Клімат поселення | Клімат поселення |
| Показник                                      | Січ.             | Лют.             | Бер.             | Квіт.            | Трав.            | Черв.            | Лип.             | Серп.            | Вер.             | Жовт.            | Лист.            | Груд.            |                  |
| Середній максимум, °C                         | 6,35             | 8,03             | 12,57            | 17,01            | 22,21            | 25,18            | 24,88            | 24,42            | 20,21            | 14,87            | 9,10             | 5,08             |                  |
| Середня температура, °C                       | 0,41             | 2,09             | 6,65             | 11,09            | 16,30            | 19,26            | 21,20            | 20,73            | 16,53            | 11,18            | 5,41             | 1,39             |                  |
| Середній мінімум, °C                          | −5,51            | −3,81            | 0,74             | 5,17             | 10,37            | 13,34            | 17,52            | 17,04            | 12,82            | 7,50             | 1,73             | −2,3             |                  |
| Норма опадів, мм                              | 45               | 43               | 42               | 55               | 67               | 93               | 65               | 64               | 54               | 64               | 72               | 58               |                  |
| Середньомісячна швидкість вітру, м/с          | 2.18             | 2.40             | 2.70             | 2.60             | 2.30             | 2.10             | 2.10             | 1.90             | 1.90             | 2.00             | 2.10             | 2.20             |                  |
| Середньомісячна сонячна радіація, кДж/м²·день | 4225             | 6922             | 10869            | 15276            | 19306            | 21246            | 22323            | 20155            | 14889            | 9209             | 4839             | 3578             |                  |
| --------------------------------------------- | ---------------- | ---------------- | ---------------- | ---------------- | ---------------- | ---------------- | ---------------- | ---------------- | ---------------- | ---------------- | ---------------- | ---------------- | ---------------- |
| Джерело:                                      |                  |                  |                  |                  |                  |                  |                  |                  |                  |                  |                  |                  |                  |